# Cleódamo
Cleódamo fue un general y almirante romano en Bizancio durante el siglo III (a. C. ) durante el reinado del emperador Galieno quien, apreciando sus conocimientos técnicos, encargó la fortificación de todas las ciudades del Danubio para evitar las invasiones de los godos . También reparó el muro de Temístocles de Atenas.
Cuando en el año 267 los hérulos llegaron y ocuparon Atenas, Cleódamo llegó con una fuerte flota. Entonces los atenienses, al mando de Déxipo, que se habían refugiado en las montañas vecinas, atacaron valientemente a los hérulos , quienes, atacados por tierra y mar, huyeron. Inmediatamente después, se inició la reparación de la muralla para evitar un nuevo ataque.